# Zoo de Sacramento
Le Zoo de Sacramento est un zoo situé dans le William Land Park à Sacramento dans l'état de Californie aux États-Unis. Son ouverture date du 2 juin 1927 où il comptait à l'époque 40 animaux. Jusqu'au début des années 1960, le parc occupait 4.2 acres puis il s'est étendu sur 14.3 acres, soit 5.8 hectares, sa superficie actuelle. En juillet 2013, le zoo comptait plus de 600 animaux sur site, avec 140 espèces différentes. Le zoo est impliqué dans plusieurs projets de conservation mondiaux.